# Marcos Mion
Marcos Mion (São Paulo, 20 de junio de 1979) es un actor y presentador de televisión brasileño.

## Carrera profesional
Inició su carrera en la televisión como actor en 1999, en el programa Sandy & Junior de la Rede Globo. En 2000, se incorporó a MTV Brasil, presentando los programas Supernova y Piores Clipes do Mundo. Con el éxito de este último, Mion fue contratado por Rede Bandeirantes en 2002, donde presentó el espectáculo Descontrole, conocido por mucha improvisación en vivo.
Posteriormente regresó a MTV Brasil, presentando los programas Covernation, The Nadas, Mucho Macho, Descarga MTV y Quinta Categoria. en 2006 interpretó a Emílio Redenção en la telenovela Bicho do Mato de Rede Record. Posteriormente, en 2010, su trabajo con la cadena continuó cuando comenzó a presentar su propio programa Legendários.  Además, es un bloguero de R7. 
En mayo de 2018, fue confirmado como el nuevo presentador del reality show A Fazenda. donde su actuación frente a este reality show lo hizo ingresar como el nuevo presentador de Big Brother Brasil, incluso firmando con Netflix. finalmente lo hice bien con Globo. pero inicialmente reemplazará a Luciano Huck, encargado de Caldeirão, pero parte de Multishow.

### Televisión
| Año       | Título                         | Cargo / Personaje      | Canal     |
| --------- | ------------------------------ | ---------------------- | --------- |
| 1999      | Sandy & Junior                 | Max                    | Globo     |
| 2000      | Supernova                      | Presentador            | MTV       |
| 2000–01   | Piores Clipes do Mundo         | Presentador            | MTV       |
| 2001–02   | Uá Uá                          | Presentador            | MTV       |
| 2002      | Descontrole                    | Presentador            | Band      |
| 2002–03   | Sobcontrole                    | Presentador            | Band      |
| 2004      | Um VJ, um Ator e Umas Mentiras | Presentador            | MTV       |
| 2005      | The Nadas                      | Mion                   | MTV       |
| 2005–07   | Covernation                    | Presentador            | MTV       |
| 2006      | Prueba de amor                 | Participación especial | Record    |
| 2006      | Avassaladoras: A Série         | Rodrigo                | Record    |
| 2006      | Bicho do Mato                  | Emílio Redenção        | Record    |
| 2007      | Mucho Macho                    | Presentador            | MTV       |
| 2007–09   | Descarga MTV                   | Presentador            | MTV       |
| 2008–09   | Quinta Categoria               | Presentador            | MTV       |
| 2010–17   | Legendários                    | Presentador            | Record    |
| 2011      | Vidas em Jogo                  | Participación especial | Record    |
| 2012      | Rebelde                        | Participación especial | Record    |
| 2012      | Ídolos                         | Presentador            | Record    |
| 2017      | A Casa                         | Presentador            | Record    |
| 2017–18   | Detetives do Prédio Azul       | Bruxo Marc             | Gloob     |
| 2018–2020 | A Fazenda                      | Presentador            | Record    |
| 2019      | Topíssima                      | Participación especial | Record    |
| 2019      | Retrospectiva dos Famosos      | Presentador            | Record    |
| 2021      | Caldeirão                      | Presentador            | Globo     |
| 2022      | Túnel do Amor                  | Presentador            | Multishow |